# Zapasy na Letnich Igrzyskach Olimpijskich 1968 – kategoria ponad 97 kg w stylu klasycznym
Zmagania mężczyzn ponad 97 kg to jedna z ośmiu męskich konkurencji w zapasach w stylu klasycznym rozgrywanych podczas Letnich Igrzysk Olimpijskich 1968. Pojedynki w tej kategorii wagowej odbyły się w dniach 23 – 26 października.
Punktacja opierała się na systemie "złych punktów karnych". Zwycięzca otrzymywał zero punktów za wygraną przez "tusz" (łopatki) lub dyskwalifikację; pół punktu za przewagę techniczną, a jeden za zwycięstwo na punkty. Dwa punkty przyznawano za remis, a dwa i pół za remis i pasywność. Za porażkę na punkty zawodnik otrzymywał trzy punkty. Przegrana przez przewagę techniczną skutkowała 3,5 punktami karnymi, a za łopatki lub dyskwalifikację przyznawano 4 punkty karne. Uzyskanie sześciu lub więcej punktów eliminowało zapaśnika z turnieju. Najlepsza trójka walczyła w rundzie finałowej. 

## Klasyfikacja[1]
| Pozycja | Nazwisko             | Kraj              |
| ------- | -------------------- | ----------------- |
| 1       | István Kozma         | Węgry             |
| 2       | Anatolij Roszczin    | ZSRR              |
| 3       | Petr Kment           | Czechosłowacja    |
| 4       | Ragnar Svensson      | Szwecja           |
| 5       | Constantin Bușoiu    | Rumunia           |
| 6       | Stefan Petrow        | Bułgaria          |
| 7       | Raymond Uytterhaeghe | Francja           |
| 8       | Edward Wojda         | Polska            |
| 9       | Bekir Aksu           | Turcja            |
| 10      | Bob Roop             | Stany Zjednoczone |
| 11      | Roland Bock          | RFN               |
| 12      | Harry Geris          | Kanada            |
| 13      | Arje Nadbornik       | Finlandia         |
| 13      | Yorihide Isogai      | Japonia           |
| 13      | Hasan Biszara        | Liban             |

## Wyniki

### Pierwsza runda[2]
| Zwycięzca            | Punkty karne | Wynik     | Przegrany         | Punkty karne |
| -------------------- | ------------ | --------- | ----------------- | ------------ |
| Edward Wojda         | 0            | Łopatki   | Arje Nadbornik    | 4            |
| Ragnar Svensson      | 2            | Remis     | Roland Bock       | 2            |
| Anatolij Roszczin    | 0            | Łopatki   | Stefan Petrow     | 4            |
| Bob Roop             | 0            | Łopatki   | Harry Geris       | 4            |
| Raymond Uytterhaeghe | 0            | Łopatki   | Yorihide Isogai   | 4            |
| István Kozma         | 0            | Łopatki   | Constantin Bușoiu | 4            |
| Petr Kment           | 0            | Łopatki   | Hasan Biszara     | 4            |
| Bekir Aksu           | 0            | Bez walki |                   |              |

### Druga runda[3]
| Zwycięzca            | Punkty karne | Wynik     | Przegrany       | Punkty karne |
| -------------------- | ------------ | --------- | --------------- | ------------ |
| Bekir Aksu           | 2,5          | Remis     | Edward Wojda    | 2,5          |
| Ragnar Svensson      | 2            | Łopatki   | Arje Nadbornik  | 8            |
| Anatolij Roszczin    | 1            | Na punkty | Roland Bock     | 5            |
| Stefan Petrow        | 4            | Łopatki   | Bob Roop        | 4            |
| Raymond Uytterhaeghe | 1            | Na punkty | Harry Geris     | 7            |
| István Kozma         | 0            | Łopatki   | Yorihide Isogai | 8            |
| Constantin Bușoiu    | 4            | Łopatki   | Hasan Biszara   | 8            |
| Petr Kment           | 0            |           |                 |              |

### Trzecia runda[4]
| Zwycięzca         | Punkty karne | Wynik           | Przegrany            | Punkty karne |
| ----------------- | ------------ | --------------- | -------------------- | ------------ |
| Ragnar Svensson   | 3            | Na punkty       | Edward Wojda         | 5,5          |
| Stefan Petrow     | 4            | Dyskwalifikacja | Roland Bock          | 9            |
| Anatolij Roszczin | 1            | Łopatki         | Bob Roop             | 8            |
| István Kozma      | 0            | Łopatki         | Raymond Uytterhaeghe | 5            |
| Petr Kment        | 0            | Dyskwalifikacja | Bekir Aksu           | 6,5          |
| Constantin Bușoiu | 4            | Bez walki       |                      |              |

### Czwarta runda[5]
| Zwycięzca         | Punkty karne | Wynik           | Przegrany            | Punkty karne |
| ----------------- | ------------ | --------------- | -------------------- | ------------ |
| Petr Kment        | 1            | Na punkty       | Constantin Bușoiu    | 7            |
| István Kozma      | 0            | Łopatki         | Stefan Petrow        | 8            |
| Anatolij Roszczin | 1            | Łopatki         | Edward Wojda         | 9,5          |
| Ragnar Svensson   | 3            | Dyskwalifikacja | Raymond Uytterhaeghe | 9            |

### Runda finałowa
| Zwycięzca         | Punkty karne | Wynik         | Przegrany       | Punkty karne |
| ----------------- | ------------ | ------------- | --------------- | ------------ |
| Petr Kment        | 5            | DQ obustronna | Ragnar Svensson | 7            |
| Anatolij Roszczin | 3,5          | Remis         | István Kozma    | 2,5          |